# Enya Sadakiyo

Enya Sadakiyo (塩冶貞清), foi Shugo da Província de Izumo no Período Kamakura da História do Japão (1284 - 1288).

## Vida
Foi primeiro filho de Enya Yoriyasu. Após a morte do pai herdou a posição de Shugo de Izumo entre 1288 e 1326.
| Precedido por Enya Yoriyasu | 6º Shugo de Izumo (1288 - 1326)       | Sucedido por Enya Takasada |
| Precedido por Enya Yoriyasu | -- 2º Líder do Clã Enya (1288 - 1326) | Sucedido por Enya Takasada |